# Johann Jakob Walder
Johann Jakob Walder (* 11. Januar 1750 in Wetzikon; † 18. März 1817 in Zürich) war ein Schweizer Politiker, Jurist und Komponist. Er war ein Vertreter der Wetziker Schule.

## Leben und musikalische Tätigkeiten
Johann Jakob Walder wurde in Unterwetzikon als eines von sieben Kindern geboren. Er sang als Schüler von Johannes Schmidlin in der dortigen Singgesellschaft. 1774 liess er sich als Klavierlehrer in Zürich nieder, ausserdem spielte er als Cellist im städtischen Collegium musicum. Bekannt wurde seine 1788 veröffentlichte Anleitung zur Singkunst; weitere Werke bilden vornehmlich geistliche Lieder und Klavierstücke. Mit Johann Heinrich Egli veröffentlichte er eine Liedersammlung mit Gedichten von Johann Caspar Lavater, die eine ähnliche Sammlung seines Lehrers Schmidlin ergänzt hatten.
Aus seiner 1789 geschlossenen Ehe gingen zwei Söhne und zwei Töchter hervor. Ein Sohn nahm an der Belagerung der Festung Hüningen teil und verstarb danach an Nervenfieber. Nach dem Tod seiner Frau 1797 übernahm Walders hochbetagte Mutter die teilweise Obhut.

## Politische Karriere
1785 wurde Walder zum Amtsuntervogt in Grüningen gewählt. 1801 wurde er Munizipalitätspräsident (heute Gemeindepräsident) von Wetzikon.
Während der Helvetischen Republik war Walder Mitglied der kantonalen Interimsregierung von 1799 sowie der Provisorischen Kantonsregierung von 1802 und nahm als solches an der Tagsatzung in Schwyz teil. Mit Beginn der Mediation 1803 wurde er in den Kleinen Rat (heute Regierungsrat) gewählt, trat aber bereits nach drei Jahren zurück. Im Grossen Rat (heute Kantonsrat), in den er im selben Jahr gewählt wurde, blieb er bis 1817.
Von 1808 bis 1814 war er als Bezirksgerichtspräsident in Uster tätig. 1816 berief ihn die Regierung ans Obergericht des Kantons Zürich. 1817 starb Walder in Zürich nach kurzer Krankheit.

## Werke
- Auserlesene moralische Lieder (Zürich 1776)
- Kantate Der letzte Mensch (1777; Libretto von Leonhard Meister)
- Gesänge am Klavier (Zürich 1780)
- Singkompositionen mit Begleitung des Klaviers (Zürich 1784)
- Anleitung zur Singkunst (Zürich 1788)
- Schweizerische Volkslieder mit Melodien (Zürich 1788)
- Sammlung christlicher Gesänge (1791)
- Lieder zum gesellschaftlichen Vergnügen (Zürich, 1804)

## CD-Einspielungen
- Musik in Zürich, 1500–1900. (GMCD 7312, Guild  Switzerland, 2007)